# Железник (футбольный клуб)
«Железник» (серб. ФК Железник) — бывший сербский футбольный клуб из общины Чукарица в округе Белград в центральной Сербии. Клуб был основан в 1930 году, прекратил существование в 2015 году, домашние матчи проводил на стадионе «Железник», вмещавшем 6900 зрителей. Лучшим результатом команды стало 3-е место в Первой лиге Сербии и Черногории в сезоне 2003/2004.

## История
Клуб основан в 1930 году. После распада Югославии команда выступала в низших лигах до сезона 1997/1998, когда клуб вышел в Первую лигу.
Президентом клуба в 1990-е годы был бывший югославский криминальный авторитет Юсуф Булич.
В сезоне 2003/2004 клуб завоевал бронзовые медали и получил право на участие в еврокубках. «Железник» дебютировал в Кубке УЕФА 12 августа 2004 года в домашнем матче против румынского «Стяуа», закончившегося поражением белградской команды со счётом 2:4. В ответном матче «Железник» победил со счётом 2:1, но по сумме двух матчей дальше прошла «Стяуа». В 2005 году клуб завоевал Кубок Сербии и Черногории, победив в финале со счётом 1:0 «Црвену Звезду». 28 июня 2005 года команда объединилась с клубом «Вождовац» и таким образом прекратила существование.

## Выступления в еврокубках
| Сезон     | Турнир     | Раунд | Соперник | 1 матч | 2 матч | Итог  |
| --------- | ---------- | ----- | -------- | ------ | ------ | ----- |
| 2004/2005 | Кубок УЕФА | 2 кв  | Стяуа    | 2 : 4  | 2 : 1  | 4 : 5 |

- Домашние игры выделены жирным шрифтом

## Достижения
- Первая лига Сербии и Черногории
  - 3-е место: 2003/2004
- Кубок Сербии и Черногории
  - Победитель: 2004/2005